# Eperjessy Géza
Eperjessy Géza (Makó, 1926. április 13. – Budapest, 1998. február 21.) magyar történész, egyetemi tanár. A történelemtudományok kandidátusa (1961), a történelemtudományok doktora (1985).

## Életpályája
Szülei: Eperjessy Kálmán (1893–1976) magyar történész és Bittó Ilona (1900–1955) voltak. 1944-ben érettségizett a Szegedi Egyetem gyakorló gimnáziumában. A Pázmány Péter Tudományegyetemen – mint Eötvös kollégista – 1948-ban diplomázott bölcsészdoktorként. 1949-ben történelem–latin szakos tanári képesítést szerzett.
1949–1954 között a budapesti II. Rákóczi Ferenc Gimnázium ún. Zója szakérettségis tanfolyamának középiskolai oktatója, a Színház- és Filmművészeti Főiskola előadó tanára és a Diákszövetség vezetőtanára volt. 1954–1958 között a Magyar Tudományos Akadémia Tudományos Minősítő Bizottság önálló aspiránsa volt. 1954–1955 között a fővárosi Trefort utcai Gyakorló Gimnázium oktatója volt. 1955–1959 között a Budapesti Pedagógus Továbbképző Intézet, illetve a Fővárosi Tanács Oktatási Osztálya történelem szakfelügyelője volt. 1961–1962 között a Központi Pedagógiai Továbbképző Intézet adjunktusaként dolgozott. 1962–1963 között főiskolai adjunktusa az Országos Pedagógiai Intézet Történelem Tanszékének, 1963–1971 között főiskolai docense, 1971–1975 között főiskolai tanára volt. 1975–1983 között a Budapesti Tanárképző Főiskola, majd az ELTE BTK történelem tanszékvezetője volt 1983–1998 között.
Kutatási területe: a hazai céhes ipar fejlődése, iparosodás a török kiűzésétől 1848-ig.

## Magánélete
1949-ben házasságot kötött Kecskés Katalinnal. Egy lányuk született: Katalin (1950).

## Művei
- Mezővárosi és falusi céhek Magyarországon. 1840–1848 (Egyetemi doktori értekezés, Budapest, 1948)
- A történelem tananyagcsökkentésének problémái (Köznevelés, 1961)
- A mezővárosi és a falusi céhek kialakulása és bomlása az Alföldön és a Dunántúlon. 1686–1848 (Századok, 1963)
- A gimnáziumi tantervi vita és a történelmi műveltség. A Magyar Történelmi Társaság keszthelyi vándorgyűlésén elhangzott előadás (Századok, 1964)
- A Pest megyei céhes ipar. 1686–1872 (Pest megye múltjából. Budapest, 1965)
- A tanulói aktivitás a középiskolai történelemtanításban. (A történelemtanárok nyári egyeteme. 3. Budapest, 1965)
- A technika fejlődésével eltűnő iparágak nyomában. Az 1963. évi ipartörténeti témájú tanulói versenydolgozatokról (Századok, 1965)
- A történelemtanítással kapcsolatos órán- és iskolán kívüli munka (Magyar Pedagógia, 1965)
- Adalékok a mezőgazdaság és a falusi-városi kézművesipar kapcsolatához az 1848 előtti Magyarországon (Agrártörténeti Szemle, 1966)
- Mezővárosi és falusi céhek az Alföldön és a Dunántúlon 1686–1848 (1967)
- Helytörténeti olvasókönyvek (Levéltári Közlemények, 1968)
- A franciaországi történelemtanításról (Századok, 1968)
- A közösségfejlesztés nevelési kérdései az egész napos osztályokban (Pedagógiai Szemle, 1975)
- A tanulók történelmi fogalmainak fejlődése (társszerző, 1976)
- A pécsi kézműipar reformkori történetéhez (Baranyai Helytörténetírás, 1977)
- A szociográfia jelentősége a honismereti mozgalomban (Honismeret, 1980)
- A kézművesipar Szegeden az 1848 előtti évtizedekben (Tanulmányok Csongrád megye történetéből. Szeged, 1982)
- Zsidó iparűzők a reformkori szabad királyi városokban (Századok, 1983)
- Horváth Mihályra emlékezve (Honismeret, 1985)
- A reformkori város ipara (Szeged története. II. kötet, 1686–1849. Szeged, 1985)
- A városi magisztrátusok és a nemesi vármegyék a reformkori Magyarországon (Tanárképzés és Tudomány, 1986)
- Céhlegények a reformkori szabad királyi városokban. (Tanárképzés és Tudomány, 1988)
- A szabad királyi városok kézművesipara a reformkori Magyarországon (1988)
- Tőkés ipari üzemek a szabad királyi városokban (Tanárképzés és Tudomány, 1990)
- Városi kereskedők a reformkorban. (A polgárosodás útján. Tanulmányok Magyarország társadalmának átrétegeződéséhez a polgári átalakulás korában. Szerkesztette: Szabad György. Budapest, 1990)
- Makó ipara és kereskedelme az újjátelepüléstől 1849-ig. (Makó monográfiája. IV. köt. Makó, 1993 és külön: Makói monográfia füzetei. Makó, 1993)
- Eperjessy Kálmán munkássága. Bibliográfia. Összeáll. Nagy Júlia, kiegészítette Lovászy Józsefnével (Szeged, 1995)
- Mezővárosok törekvése a rangemelésért. 1790–1848. A gazdaságtörténet kihívásai. Tanulmányok Berend T. Iván 65. születésnapjára. Szerkesztette: Buza János, Csató Tamás, Gyimesi Sándor, Budapest, 1996)

### Tankönyvei
- Történelem a középiskolai történelemszakosztályok számára (Középiskolai szakköri füzetek, Budapest, 1956)
- Történelmi olvasókönyv. II. kötet. Forrásszemelvények az egyetemen történelem – 476–1640 – és Magyarország története – 1526-ig – tanításához. Összeállította: Gunst Péterrel. Szerkesztette és a bevezetést írta Makkai László. (Budapest, 1962; 2. kiad. 1964; 3. kiad. 1966; 4. kiad. 1970; 5. kiad. 1980)
- Irányelvek a gimnáziumi történelemtankönyvek készítéséhez. (Az Országos Pedagógiai Intézet kiadványa. Budapest, 1964)
- A történelemtanítás módszertana. (Budapest, 1965)
- Történelem a gimnáziumok II. osztálya számára (Benczédi Lászlóval, Budapest, 1967, 1980, 1982-1984, 1986-1987)
- Történelem a dolgozók középiskolái számára. II. osztály. (Budapest, 1970)
- Történelmi olvasókönyv. VI. kötet. Forrásszemelvények a magyar hazafias és honvédő hagyományok történetéből. Összeállította: Bodó Lászlóval, Szabolcs Ottóval, Budapest, 1970)